# 海合都
海合都（转写：Gaykhatu，？—1295年3月24日），又译乞合都，忽必烈给他赐藏语名亦怜真·朵儿只（標準藏語： Rinchindorj），蒙古帝国人物，阿八哈次子，阿魯渾之兄弟，伊兒汗國的第五任君主，1291年7月23日 -1295年3月24日 在位。在位时沉迷酒色，昏庸无能。

## 统治

### 即位
海合都原是小亚细亚地区的管理者。在阿鲁浑死后，蒙古军队首领中最有影响力的人提名海合都为汗。他于1291年继承了汗位。他逮捕执政大臣，询问阿鲁浑的死因，夺取脱合察儿等三人的万户兵权。率兵平定罗姆之乱。1292年，抵御埃及马木留克王朝对额弗刺特河（幼发拉底河）的用兵，没有遇敌，于是回军。
海合都是一个没有什么长处的统治者，他沉溺于酒色、鸡奸，穷奢极欲，缺乏统治意识。在伊兒汗国的历史上，他以善于挥霍国库的积蓄而著称。而在他身边受益的人则是那些景教徒们。在海合都在位期间，基督教会得到了国家最慷慨的资助。

### 发行纸币
1294年，海合都为了填补由于他自己挥霍无度和一场大规模的牲畜瘟疫导致的国库亏空，在他的幕僚建议下决定效法元朝发行纸币（鈔）。海合都的计划是让纸币成为市场流通的主体，从而重新充实国库。但是由於人民不接受纸币，这场试验变成了一次彻头彻尾的失败。很快，巴扎动乱爆发，市场经济活动陷于瘫痪状态（倒退回以物易物）。海合都被迫中止了纸币的使用。

## 逝世
在关于纸币的骚乱之后不久，海合都由于亲基督教的宗教政策和失败的统治而被亲穆斯林的蒙古貴族推翻。1295年3月24日被拜都和脱合察儿以一种“不流血”的方式用弓弦勒死。1339年，伊兒汗國内乱时，他的孙子只罕帖木儿登上汗位。

## 延伸阅读
[在维基数据编辑]
 《新元史/卷109》，出自柯劭忞《新元史》
 在维基共享资源阅览影像